# Al-Idrísí
Abu Abd Alláh Muhammad al-Idrísí al-Kurtubí al-Hasaní as-Sabtí či jednoduše al-Idrísí (arabsky أبو عبد الله محمد الإدريسي القرطبي الحسني السبتي‎, 1100–1165/1166) byl andaluský geograf, kartograf, egyptolog a cestovatel, který žil a pracoval na Sicílii na dvoře krále Rogera II. Sicilského.

## Životopis
Narodil se v severoafrické Ceutě, která náležela Almoravidské říši a byl členem emírského rodu Idrísovců. Náleží k třetímu tzv. normansko-arabskému období islámské kartografie.
Studoval v Cordóbě v muslimském Španělsku a po skončení studií cestoval po Středomoří, střední i západní Evropě a sbíral zejména geografická data.
Zemřel v roce 1165 na Sicílii.

## Dílo

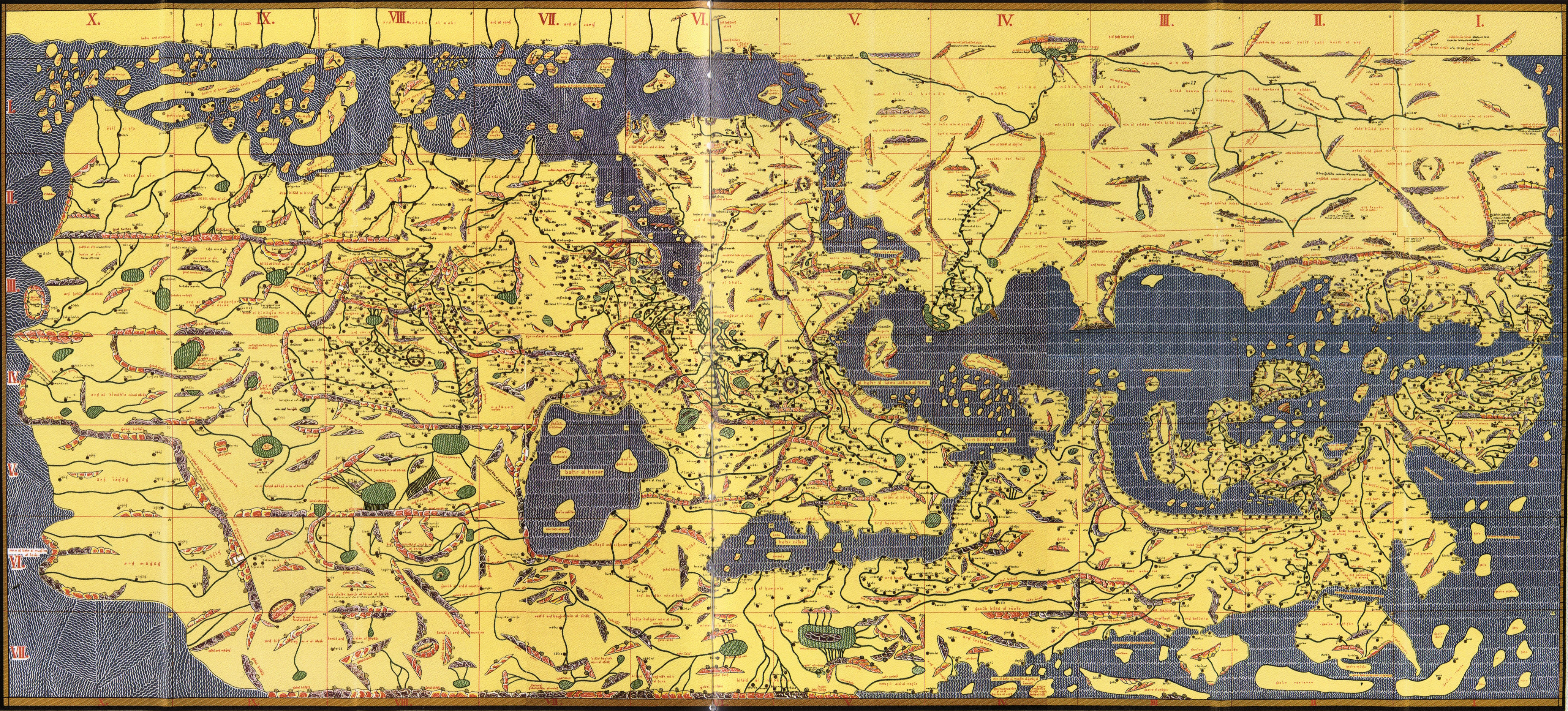
Tabula Rogeriana, neboli kniha Rogerova, byla vytvořena pro sicilského krále Rogera II. Patří mezi nejvyspělejší starověké mapy světa, je tvořena 70 mapovými listy a má jihoseverní směr (tzn. jih je nahoře, sever dole

Z jeho tvorby lze zmínit kruhovou mapu a knihu Rogerovu (arabsky: Al-Kitáb al-Rudžari, latinsky: Tabula Rogeriana). Druhé zmíněné dílo, které je zároveň jeho dílem nejvýznamnějším, dokončil v roce 1154 na dvoře sicilského krále Rogera II., kam byl pozván, aby zaktualizoval mapu světa. Tabula Rogeriana je podrobný popis Evropy, Asie a Afriky doprovozený mapou světa na 70 obdélníkových mapových listech (z českého území je na mapě možné pod názvy Mašla, Šruna, Agra a Bis najít města Plzeň, Brno, Kroměříž a Olomouc). Součástí je i rytina na stříbrné míse, která měla rozměry 3,32×1,48 metru, byla silná 3 milimetry a vážila 150 kilogramů. Práce na celém díle trvala al-Idrísímu patnáct let. Vlastní kniha a mapové listy se do dnešní doby nedochovaly, avšak existuje několik jejích opisů (Pařížský, Oxfordský, Petrohradský). Jeho obdélníková mapa světa je považována za nejvýznamnější dílo arabské kartografie.
I přes svůj význam v kartografii však byl prakticky ignorován muslimskými historiky a biografy. Tato skutečnost je připisována tomu, že jako muslim byl ve službách křesťanského krále. Po smrti Rogera II. napsal pro jeho syna Viléma I. knihu Zahrada vzdělání a útěcha srdce (anglicky: The Garden of Civilization and the Amusement of the Soul), která se však nezachovala.
Jedním z jeho mnohých zájmů bylo studium léčivých bylin. O nich sepsal několik knih; jednou z nich je Kitáb al-Džámi-li-Sifat Aštat al-Nabatat. Pojmenoval rovněž řadu léčiv v šesti jazycích: syrštině, řečtině, perštině, hindštině, latině a berberštině. Mimo geografii a botaniku se rovněž zajímal o faunu a zoologii.

## Mapy

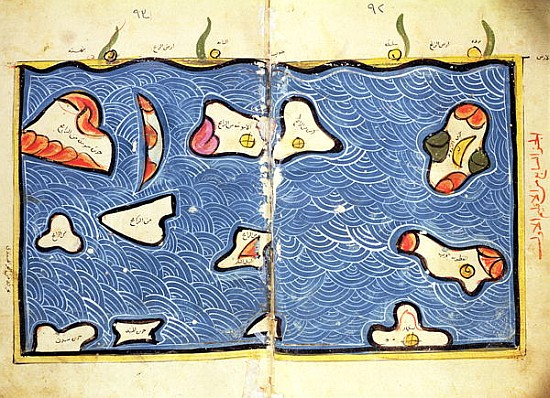
al-Idrísího mapa Indického oceánu
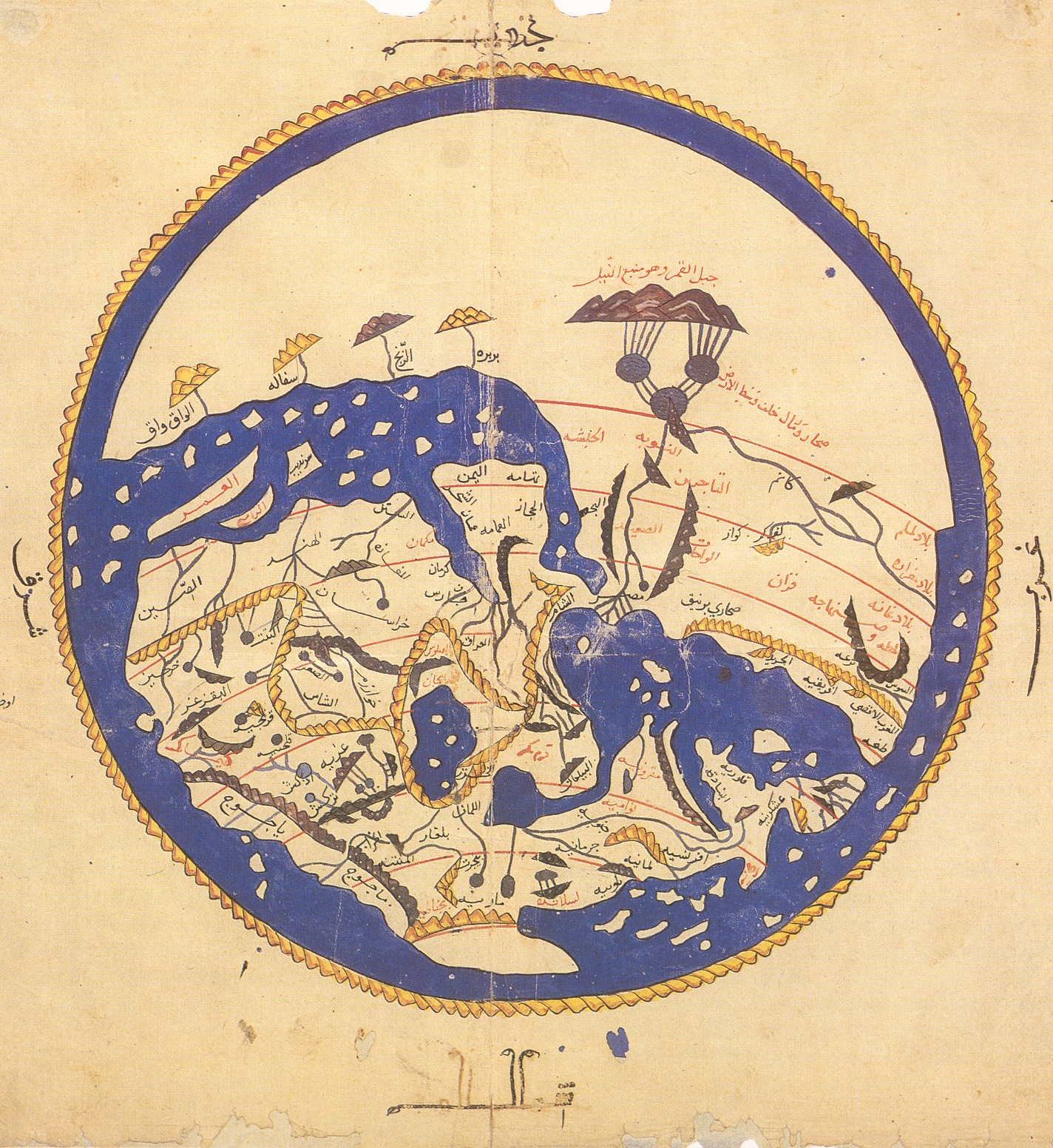
al-Idrísího kruhová mapa
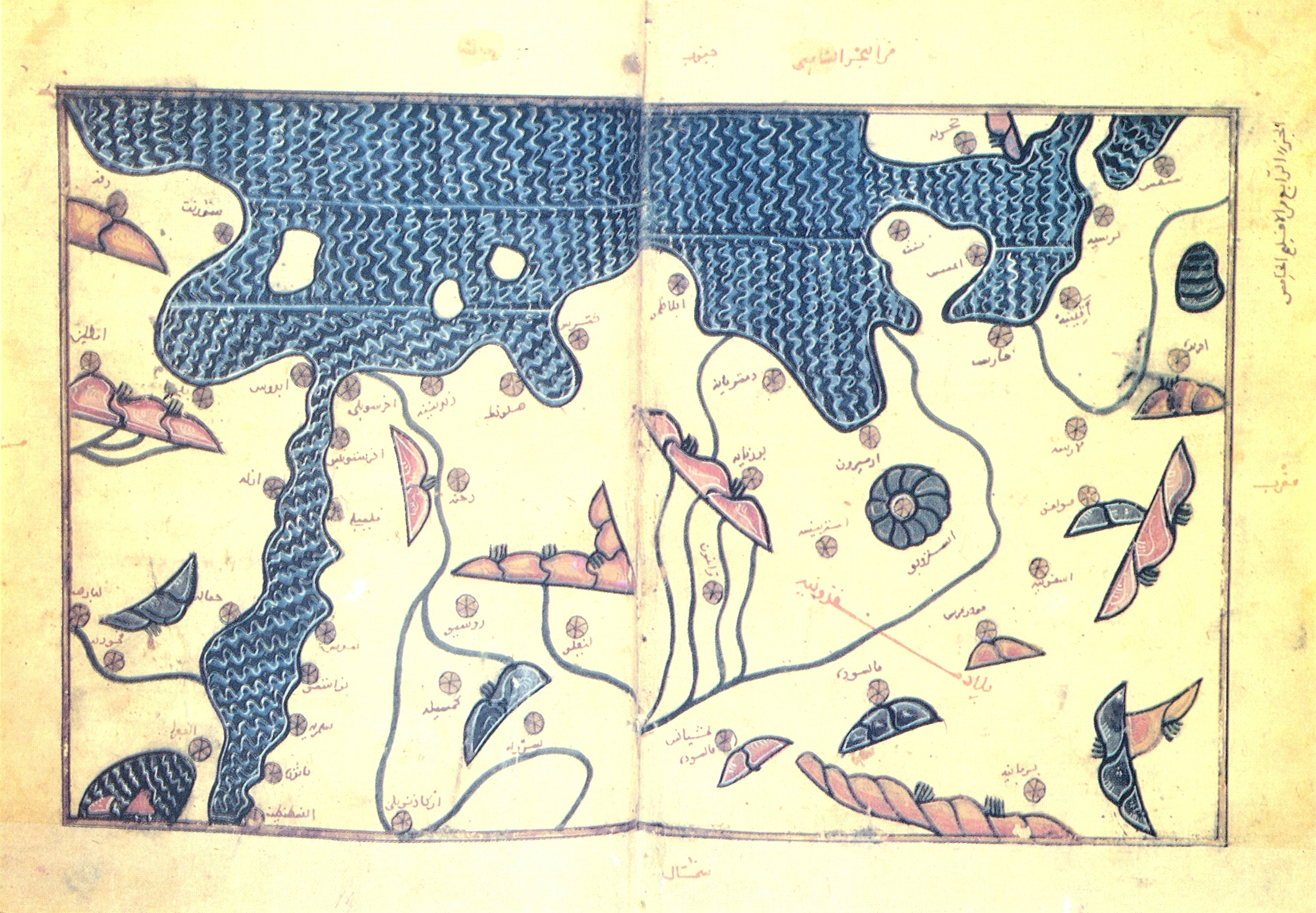
Petrohradský opis al-Idrísího mapového listu, znázorňuje: severní pobřeží Marmarského moře, poloostrov Gallipoli, pobřeží Egejského moře, deltu řeky Maricy, oblast Makedonie, části centrálního Řecka
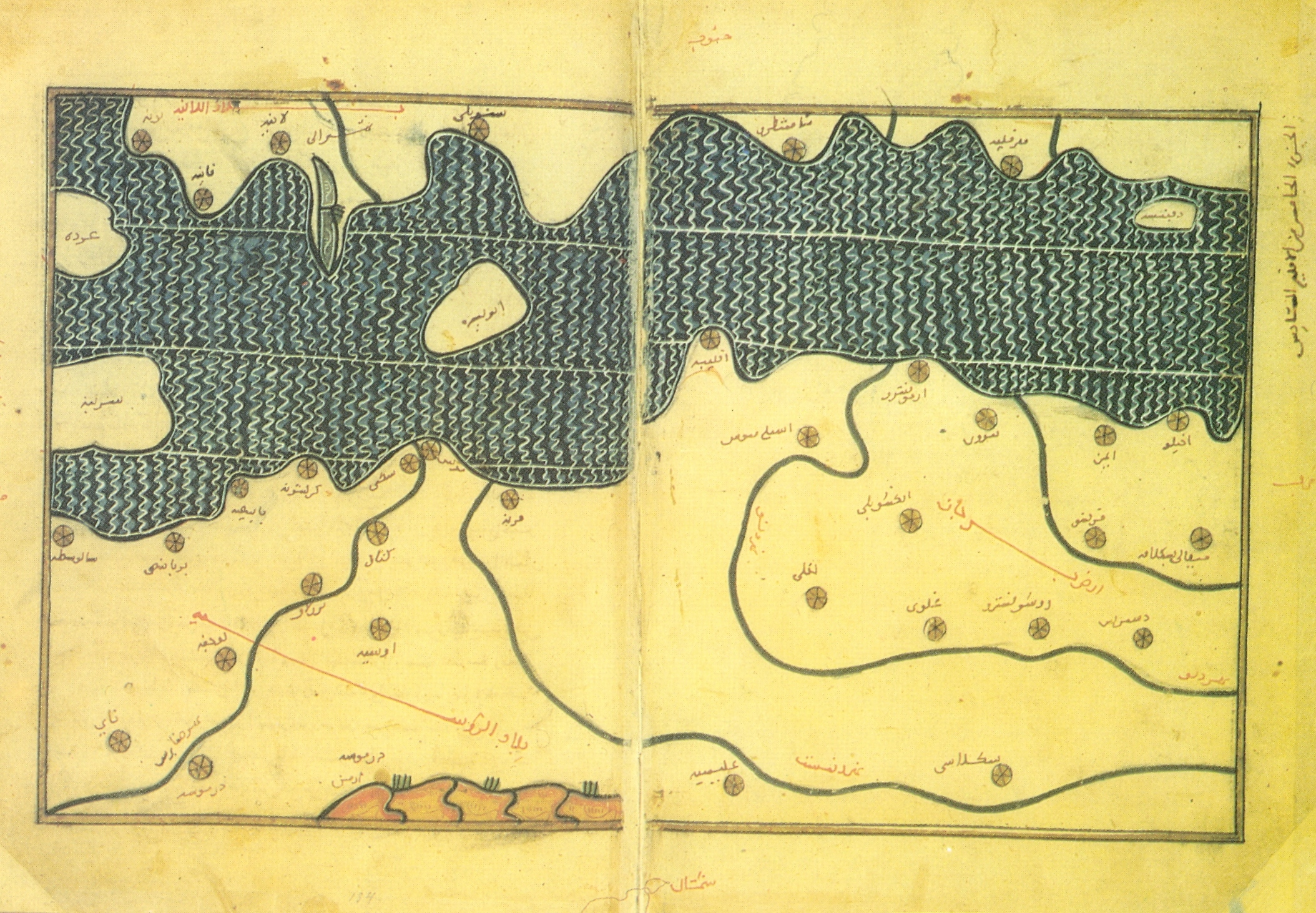
Petrohradský opis al-Idrísího mapového listu, znázorňuje: část černomořského pobřeží od Burgasského zálivu po řeku Dunaj a oblast Dobrudži, na východě jsou částí evropského Ruska, oblast u řek Dněstr a Dněpr
Kniha Rogerova, horizontálně převrácena